# Fred Hechinger
Fred Hechinger (/ˈhɛkɪndʒər/ sinh năm 1998 hoặc 1999) là nam diễn viên người Mỹ. Anh bắt đầu sự nghiệp với vai phụ trong các phim như Eighth Grade (2018), News of the World (2020), The Woman in the Window (2021). Cũng trong năm 2021, anh góp mặt trong phim kinh dị The Fear Street Trilogy trên Netflix và mùa đầu tiên của phim The White Lotus (HBO).
Hechinger vào vai Seth Warshavsky trong phim ngắn Pam & Tommy (2022). Năm 2024, anh đóng vai chính trong phim hài Thelma và vào vai Caracalla trong phim lịch sử Gladiator II.

## Tiểu sử
Hechinger là người gốc Do Thái sinh ra tại New York. Ông nội anh là biên tập viên Fred M. Hechinger của tờ The New York Times. Anh lớn lên ở khu Upper West Side của thành phố và theo học trường tư thục Saint Ann cùng với các diễn viên Lucas Hedges và Maya Hawke.

## Sự nghiệp
Năm 2018, Hechinger có vai diễn đầu tay Trevor trong phim tuổi teen Eighth Grade. Năm 2019, anh góp mặt trong phim Human Capital của đạo diễn Marc Meyers, dựa trên tiểu thuyết cùng tên năm 2004 của Stephen Amidon. Tác phẩm ra mắt tại Liên hoan Phim Quốc tế Toronto và sau đó phát hành trên nền tảng xem trực tuyến DirecTV Cinema vào ngày 20 tháng 3 năm 2020.
Năm 2020, Hechinger tham gia phim News of the World, của đạo diễn Paul Greengrass, phim có Tom Hanks đóng chính.

## Danh sách phim

### Điện ảnh
| Năm  | Tên                          | Vai                | Ct            |
| ---- | ---------------------------- | ------------------ | ------------- |
| 2018 | Eighth Grade                 | Trevor             |               |
| 2018 | Alex Strangelove             | Josh               |               |
| 2018 | Vox Lux                      | Aidan              |               |
| 2019 | Human Capital                | Jamie Manning      |               |
| 2019 | As They Slept                | Alex               | Phim ngắn     |
| 2020 | David                        | David              | Phim ngắn     |
| 2020 | Let Them All Talk            | Fred               |               |
| 2020 | News of the World            | John Calley        |               |
| 2021 | The Woman in the Window      | Ethan Russell      |               |
| 2021 | Italian Studies              | Matt               | Đồng sản xuất |
| 2021 | Fear Street Part One: 1994   | Simon Kalivoda     |               |
| 2021 | Fear Street Part Two: 1978   | Simon Kalivoda     |               |
| 2021 | Fear Street Part Three: 1666 | Isaac              |               |
| 2022 | Butcher's Crossing           | Will Andrews       |               |
| 2022 | The Pale Blue Eye            | Randolph Ballinger |               |
| 2023 | Hell of a Summer             | Jason              | Đồng sản xuất |
| 2024 | Thelma                       | Danny              | Đồng sản xuất |
| 2024 | Nickel Boys                  | Harper             | [ 8 ]         |
| 2024 | Pavements                    | Bob Nastanovich    | [ 9 ]         |
| 2024 | Gladiator II                 | Caracalla          | [ 10 ]        |